# Carbénicilline
La carbénicilline est un antibiotique bactéricide appartenant au sous-groupe des pénicillines, découverte par les scientifiques du Beecham Group (en) et commercialisé sous le nom de Pyopen. Elle neutralise les bactéries à Gram négatif, y compris Pseudomonas aeruginosa, mais peu les infections à Gram positif. Les carboxypénicillines sont susceptibles d'être dégradées par les enzymes bêta-lactamases, bien qu'elles soient plus résistantes à la dégradation que l'ampicilline. La carbénicilline est également plus stable à un pH plus bas que l'ampicilline.

## Utilisation médicale
Wikipédia ne donne pas d'avis médical : seul un professionnel (médecin, pharmacien, etc.) est habilité à le faire.
Ce médicament sert à traiter des infections, telles qu'à la vessie. Il se prend sous forme de comprimé avec un grand verre d'eau, à jeun, au moins une heure avant ou deux heures après un repas.

### Contre-indications
Ce médicament est contre-indiqué en cas d'allergie aux pénicillines. Un ajustement de la dose et des tests peuvent être nécessaires en cas d'allergies à des médicaments, en particulier les céphalosporines, et en cas d'asthme, maladie au rein, trouble de saignement ou de coagulation sanguine, diarrhée causée par prise d'antibiotiques, ou autre allergie.

### Effets secondaires
La carbénicilline peut provoquer des diarrhées, rendre les pilules contraceptives moins efficaces, ce qui peut entraîner une grossesse, et peut également passer dans le lait maternel et nuire au bébé allaité.
Liste (incomplète) :
Effets indésirables plus graves :
- urticaire, difficulté à respirer, gonflement du visage, des lèvres, de la langue ou de la gorge ;
- diarrhée aqueuse ou sanglante ;
- fièvre, frissons, courbatures, symptômes grippaux ;
- ecchymoses ou saignements faciles, faiblesse inhabituelle ;
- uriner moins souvent ou pas du tout ;
- éruption cutanée sévère, démangeaisons ou desquamation ;
- agitation, confusion, pensées ou comportements inhabituels ;
- perte de connaissance ou convulsions.

Effets indésirables moins graves :
- nausées, vomissements, douleurs à l’estomac ;
- démangeaisons ou pertes vaginales ;
- mal de tête ;
- langue enflée, noire ou « poilue » ;
- muguet buccal (taches blanches à l’intérieur de la bouche ou de la gorge).

## Pharmacologie
L'antibiotique est très soluble dans l'eau et est labile à l'acide. Une concentration de travail typique en laboratoire est de 50 à 100 μg par mL[réf. nécessaire].
Il s'agit d'un analogue semi-synthétique de la benzylpénicilline naturelle. La carbénicilline à fortes doses peut provoquer des saignements. L'utilisation de la carbénicilline peut provoquer une hypokaliémie en favorisant la perte de potassium au niveau du tubule contourné distal du rein[réf. nécessaire].
En biologie moléculaire, la carbénicilline peut être préférée comme agent de sélection (voir l'article Stabilisation des plasmides) parce que sa dégradation produit des sous-produits moins toxiques que des antibiotiques analogues comme l'ampicilline. La carbénicilline est plus stable que l'ampicilline et produit moins de colonies satellites sur les plaques de sélection. Cependant, dans la plupart des situations, ce n'est pas un problème important et l'ampicilline est parfois utilisée en raison de son coût moins élevé[réf. nécessaire].

## Spectre de sensibilité et de résistance bactériennes
La carbénicilline s'est révélée efficace contre les bactéries responsables d'infections des voies urinaires, notamment Pseudomonas aeruginosa, Escherichia coli et certaines espèces de Proteus. Les données de sensibilité à la carbénicilline pour quelques organismes importants sur le plan médical sont présentées ci-dessous ; elles ne sont pas représentatives de toutes les espèces de bactéries susceptibles d'être exposées à la carbénicilline :
- Escherichia coli 1,56 μg/ml - 64 μg/ml ;
- Proteus mirabilis 1,56 μg/ml - 3,13 μg/ml ;
- Pseudomonas aeruginosa 3,13 μg/ml - >1 024 μg/ml.